# Rivière Beauséjour
Rivière Beauséjour är ett vattendrag i Kanada.   Det ligger i provinsen Québec, i den östra delen av landet, 500 km nordost om huvudstaden Ottawa. Rivière Beauséjour ligger vid sjöarna  Lac de la Poussière och Lac du Lédon.
I omgivningarna runt Rivière Beauséjour växer i huvudsak blandskog. Trakten runt Rivière Beauséjour är nära nog obefolkad, med mindre än två invånare per kvadratkilometer.